# 戈利奇夫卡
50°40′8″N 27°9′54″E / 50.66889°N 27.16500°E
戈利奇夫卡（烏克蘭語：Голичівка），是烏克蘭西北部的村莊，隸屬里夫內州的里夫內區。該村始建於1632年，面積1.52平方公里，2001年人口661，人口密度每平方公里434人。